# ニージャン・ミスティック
ニージャン・ミスティック(Nesian Mystik)は、ニュージーランド出身の6人組ヒップホップグループ。メンバー全員がポリネシア系である(グループ名の由来でもある）。
なお、日本語では、「ニージアン・ミスティック」、「ネィジャン・ミスティック」などとつづられることもある。

## メンバー
- テ・アワヌイ・リーダー("アワ")　…ボーカル
- フェレティ・ストリックソン=プア("サブレ")　…ラップ
- ドナルド・マクナルティ("マク・オールド")　…ラップ
- ジュニア・リキカウ("ギー")　…ラップ/ドラム
- デビッド・アタイ("ディーモン・フィングズ")　…ギター/ボーカル
- ヒース(”ノティク")　…ＤＪ

## ディスコグラフィー

### アルバム
- ポリサチュレイテッドPolysaturated(2002)
- フレッシュメンFreshmen(2006)